# Le forze del destino
Le forze del destino (It's All About Love) è un film del 2003 diretto da Thomas Vinterberg.
L'autore danese, a partire da questo film, che intreccia una storia sentimentale con aspetti thriller e fantascientifici, si allontana definitivamente dalle regole del Dogma 95.

## Trama
Nell'anno 2021, quando la terra è sconvolta da continui cambiamenti climatici, con improvvise ondate di gelo (nevica in piena estate anche a Venezia), John, lettore universitario, in viaggio dalla Polonia a Calgary, si ferma a New York, per far firmare i documenti di divorzio alla moglie Elena. Questa è un'amatissima campionessa di pattinaggio su ghiaccio seguita da un larghissimo entourage che ne cura i numerosi impegni e tutte le relazioni esterne.
John è trattenuto una notte, così può assistere ad un'importante esibizione di Elena. La mattina successiva dovrebbe ripartire ma Elena non solo non firma le carte del divorzio ma lo supplica di aiutarla. Lei non dà molte spiegazioni ma lui, ancora innamorato, la asseconda. John scopre che la giovane donna è vittima di una strana macchinazione ordita proprio dal suo seguito. Tre cloni, perfettamente identici a lei, sono stati realizzati per sostituirla. Ufficialmente per alleviarle il peso di un'attività che si fa sempre più pesante, ma il timore è che una volta finito l'addestramento, la vera Elena possa essere messa da parte.
Tra fughe e ritorni, l'uccisione dei cloni, il tradimento dei suoi stessi familiari, alla fine John ed Elena si allontanano prima in treno poi a piedi verso un posto sicuro dove riprendere una nuova vita insieme, ma vanno incontro alle tempeste di freddo che stanno flagellando gran parte della Terra, morendo abbracciati.
La narrazione del finale è affidata a Marciello, il fratello di John, che in volo sopra al pianeta è uno degli ultimi sopravvissuti ma è destinato a perire anche lui non essendo possibile atterrare.

## Riconoscimenti
- 2004 – Premio Robert
  - Miglior fotografia
  - Miglior scenografia
  - Migliori effetti speciali